# Lac Houghton (Michigan)
Le lac Houghton (Houghton Lake en anglais) est un lac du comté de Roscommon dans l'État américain du Michigan. La localité de Prudenville est située sur la côte sud-est du lac, et les localités de Lac Houghton et Haut Lac Houghton sont sur les rives sud et ouest. Il est le plus grand lac intérieur du Michigan, et parmi les plus grands lacs intérieurs naturels des États-Unis. Il mesure environ 16 kilomètres du nord au sud, et presque 9 km à son point le plus large d'est en ouest. Les rivages du lac mesurent 48 km de long et ses eaux couvrent 81 km2.
Le lac Houghton est une station touristique populaire, et un lieu de pêche pendant chacun des mois de l'année. En hiver, quand le lac gèle, la pêche sur glace est pratiquée. Le lac est également le site d'un festival traditionnel de sports d'hiver, surtout la pêche sur glace.  